# 不如帰駅

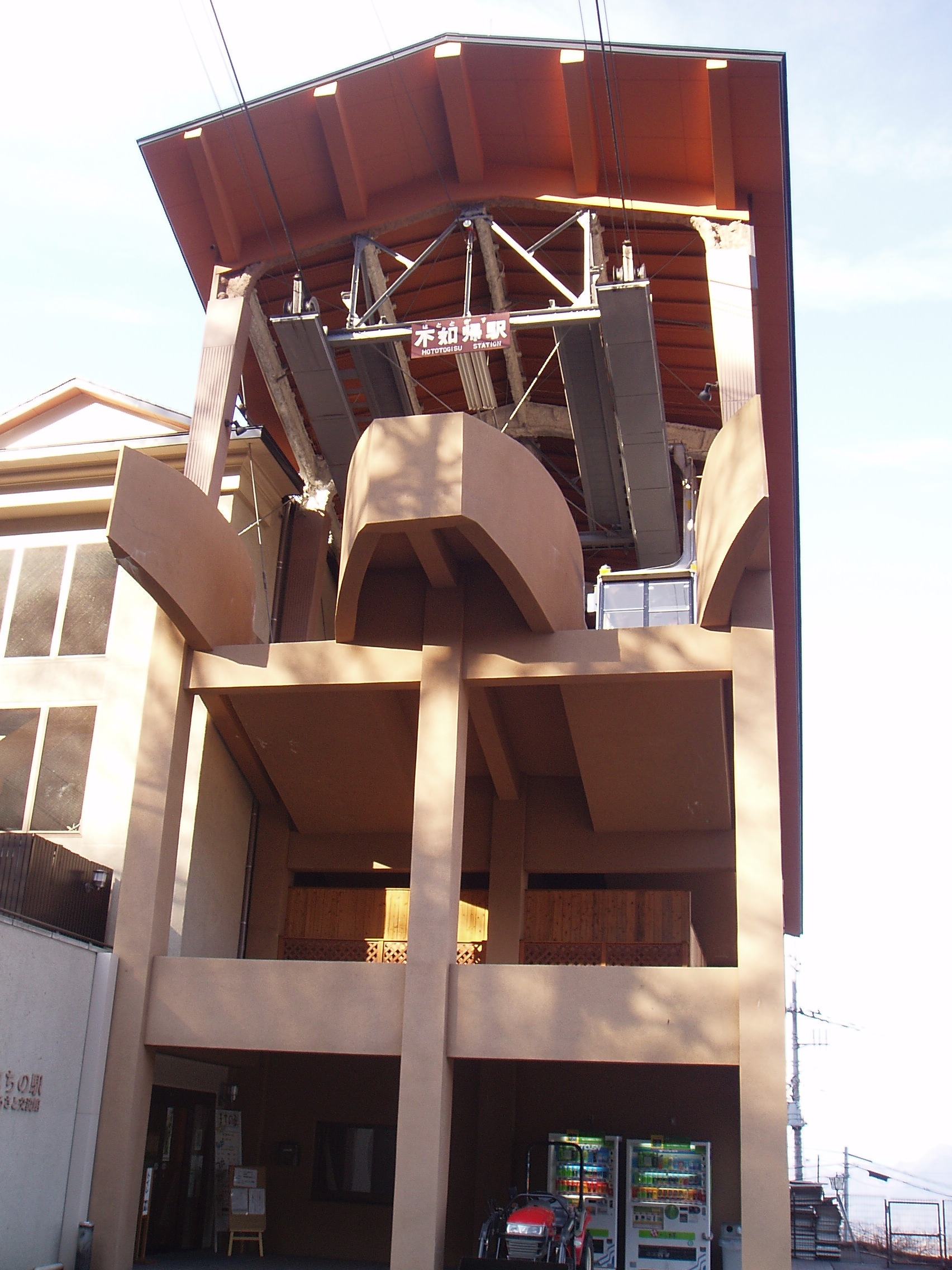
不如帰駅駅舎（索道側）

不如帰駅（ほととぎすえき）は、群馬県渋川市伊香保町伊香保にある伊香保ロープウェイの駅である。
本項では駅が所在するまちの駅ふるさと交流館についても合わせて記述する。

## 由来
徳冨蘆花の小説、『不如帰』に由来する。冒頭で主人公が伊香保の温泉宿から景色を眺めるところから始まる。
上州（じょうしゅう）伊香保○○（いかほ○○○）の三階の障子（しょうじ）開きて、夕景色（ゆうげしき）をながむる婦人。年は十八九。品よき丸髷（まげ）に結いて、草色の紐（ひも）つけし小紋縮緬（こもんちりめん）の被布（ひふ）を着たり。
蘆花が1927年に兄の徳富蘇峰に再会した地も伊香保温泉である。

## 駅周辺
- 伊香保温泉
  - 伊香保温泉石段街
- 伊香保神社
- 渋川市役所伊香保行政センター
- 渋川市立伊香保小学校
- 渋川市立伊香保中学校
- 伊香保郵便局
- 物聞山
- 上ノ山
- 伊香保保科美術館
- 長峰公園
- 徳冨蘆花記念文学館
- 伊香保バスターミナル

## 接続する交通機関
- 伊香保温泉バス案内所　もしくは伊香保（温泉）バスターミナル　もしくは伊香保町バスターミナル停留所
  - 路線バス・タウンバス
    - 群馬バス:水沢シャトル線
    - 群北第一交通:榛名湖線
    - 関越交通:伊香保温泉線
    - 伊香保温泉タウンバス:1・2・3号線

  - 高速バス
    - 日本中央バス:伊香保・前橋~羽田空港線
    - 関越交通:伊香保温泉シャトル線
- 伊香保温泉停留所
  - 路線バス 関越交通:伊香保温泉線
  - 高速バス 関越交通:伊香保温泉シャトル線

## まちの駅ふるさと交流館
五階建てで町内外の交流を深めるために作られた。
- 1階 まちの情報案内・荷物預かり所
- 2階 ギャラリー・ふるさと交流館隣の町営駐車場との出入り口
- 3階 ときわホール
- 4階 ロープウェイ発着所・休憩所
- 5階 展望ホール

## 歴史
- 1962年（昭和37年）7月 - 開業
- 2006年（平成18年）2月20日 - 市町村合併により、伊香保町営より渋川市営となる。

## 隣の駅
伊香保ロープウェイ
不如帰駅 - 見晴駅